# Luis de Molina
Luis de Molina (29. září 1535 Cuenca (Španělsko) – 12. října 1600 Madrid) byl jezuitský teolog a zakladatel filozoficko-teologického učení molinismu. Krom jiných děl je autorem De liberi arbitrii cum gratiae donis, divina praescientia, praedestinatione et reprobatione concordia (1588), komentáře spisu Summa theologiae Tomáše Akvinského a pojednání De jure et justitia (1593–1609).
Postupně studoval právní vědu v Salamance (1551–1552), filozofii v Alcalá de Henares (1552–1553) a Coimbře (1554–1558) a v Coimbře pak i teologii (1558–1562). V roce 1553 se stal jezuitou. Po studiích vyučoval v letech 1563–1567 v Coimbře filozofii, od roku 1568 pak teologii nejdříve v Évoře a od roku 1591 zpět v Cuence. V roce 1600 byl jmenován profesorem morální teologie na jezuitské koleji v Madridu.

## Vybraná díla

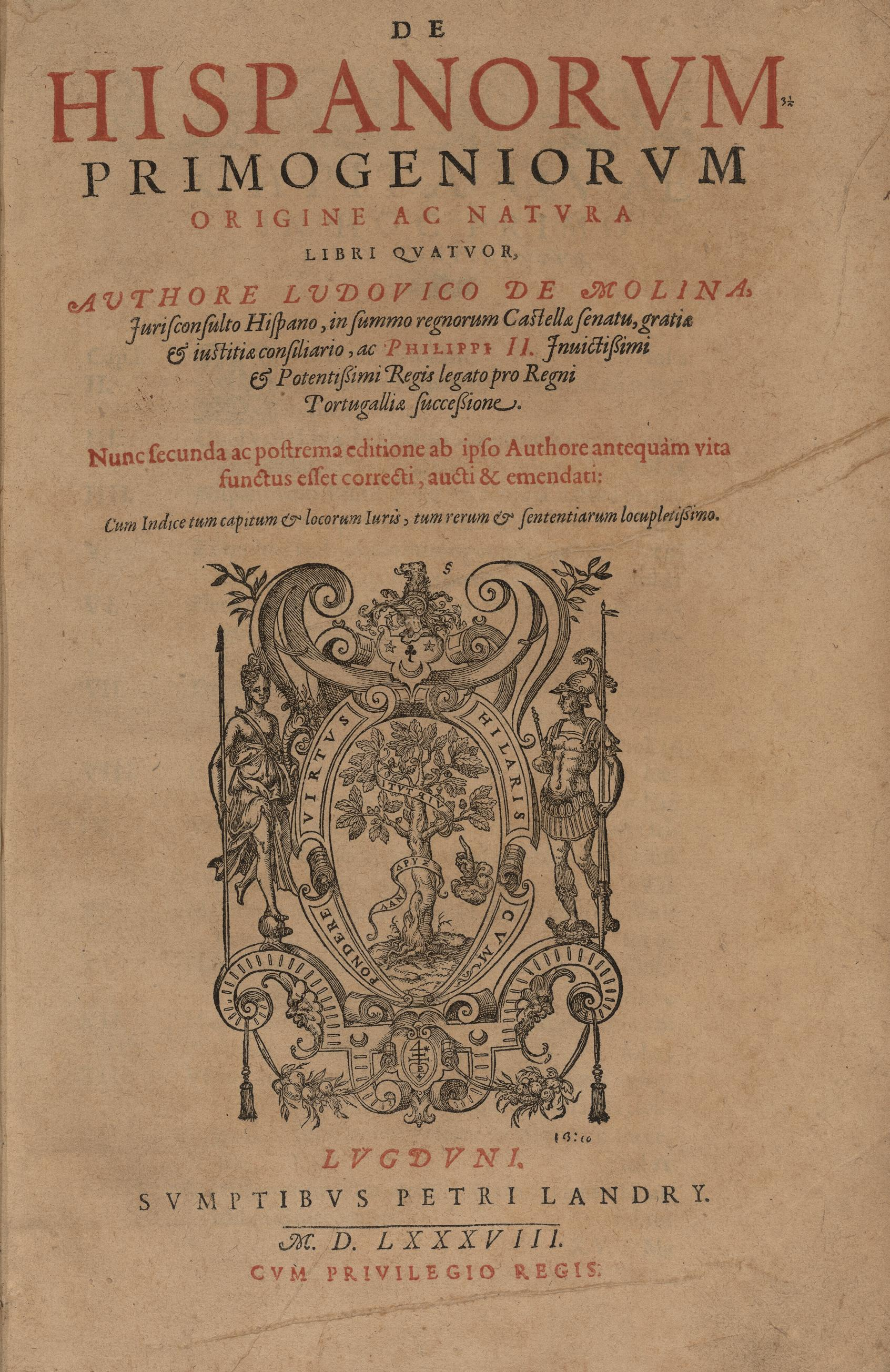
De Hispanorum primogeniorum origine ac natura, 1588
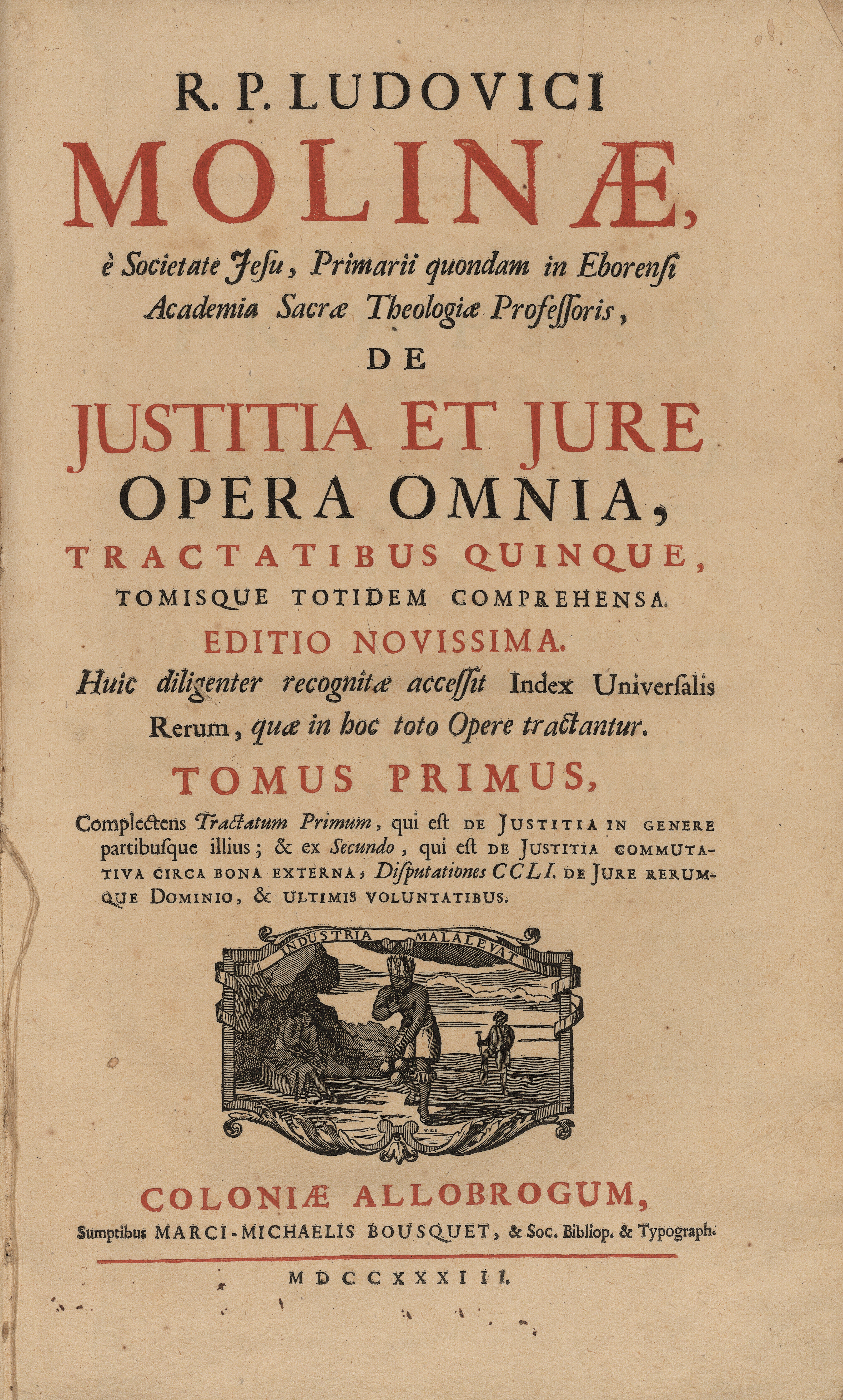
De iustitia et iure, 1733